# Torri Huske
Victoria Huske, nota come Torri Huske (Arlington, 7 dicembre 2002), è una nuotatrice statunitense, specializzata negli stili farfalla, libero e misti.

## Biografia
In carriera ha conquistato tre medaglie d'oro e tre d'argento ai Giochi olimpici e dodici ori mondiali, sei in vasca lunga e sei in vasca corta.

## Palmarès
| Anno | Manifestazione          | Sede      | Evento              | Risultato | Prestazione | Note                                        |
| ---- | ----------------------- | --------- | ------------------- | --------- | ----------- | ------------------------------------------- |
| 2019 | Mondiali giovanili      | Budapest  | 100 m sl            | Argento   | 54"54       |                                             |
| 2019 | Mondiali giovanili      | Budapest  | 50 m farfalla       | Oro       | 25"70       |                                             |
| 2019 | Mondiali giovanili      | Budapest  | 100 m farfalla      | Oro       | 57"71       |                                             |
| 2019 | Mondiali giovanili      | Budapest  | 4x100 m sl          | Oro       | 3'37"61     |                                             |
| 2019 | Mondiali giovanili      | Budapest  | 4x100 m misti       | Oro       | 3'59"13     |                                             |
| 2019 | Mondiali giovanili      | Budapest  | 4x100 m misti mista | Oro       | 3'44"84     |                                             |
| 2021 | Giochi olimpici         | Tokyo     | 100 m farfalla      | 4ª        | 55"73       |                                             |
| 2021 | Giochi olimpici         | Tokyo     | 4x100 m misti       | Argento   | 3'51"73     |                                             |
| 2021 | Giochi olimpici         | Tokyo     | 4x100 m misti mista | 5ª        | 3'40"58     |                                             |
| 2021 | Mondiali in vasca corta | Abu Dhabi | 100 m sl            | 6ª        | 51"93       |                                             |
| 2021 | Mondiali in vasca corta | Abu Dhabi | 50 m farfalla       | 4ª        | 24"88       |                                             |
| 2021 | Mondiali in vasca corta | Abu Dhabi | 100 m farfalla      | 4ª        | 55"75       |                                             |
| 2021 | Mondiali in vasca corta | Abu Dhabi | 4x50 m sl           | Oro       | 1'35"88     | [ 2 ]                                       |
| 2021 | Mondiali in vasca corta | Abu Dhabi | 4x100 m sl          | Oro       | 3'31"91     | [ 2 ]                                       |
| 2021 | Mondiali in vasca corta | Abu Dhabi | 4x200 m sl          | Argento   | 7'36"53     |                                             |
| 2021 | Mondiali in vasca corta | Abu Dhabi | 4x100 m misti       | 4ª        | 3'53"73     | [ 2 ]                                       |
| 2021 | Mondiali in vasca corta | Abu Dhabi | 4x50 m sl mista     | 4ª        | 1'31"31     | [ 2 ]                                       |
| 2022 | Mondiali                | Budapest  | 100 m sl            | Bronzo    | 52"92       |                                             |
| 2022 | Mondiali                | Budapest  | 100 m farfalla      | Oro       | 55"64       |                                             |
| 2022 | Mondiali                | Budapest  | 4x100 m sl          | Bronzo    | 3'32"58     |                                             |
| 2022 | Mondiali                | Budapest  | 4x100 m misti       | Oro       | 3'53"78     |                                             |
| 2022 | Mondiali                | Budapest  | 4x100 m sl mista    | Bronzo    | 3'21"09     |                                             |
| 2022 | Mondiali                | Budapest  | 4x100 m misti mista | Oro       | 3'38"79     |                                             |
| 2022 | Mondiali in vasca corta | Melbourne | 50 m farfalla       | Oro       | 24"64       |                                             |
| 2022 | Mondiali in vasca corta | Melbourne | 100 m farfalla      | Argento   | 54"75       |                                             |
| 2022 | Mondiali in vasca corta | Melbourne | 4x50 m sl           | Oro       | 1'33"89     | Record dei campionati · Record panamericano |
| 2022 | Mondiali in vasca corta | Melbourne | 4x100 m sl          | Argento   | 3'26"29     | Record panamericano                         |
| 2022 | Mondiali in vasca corta | Melbourne | 4x50 m misti        | Argento   | 1'42"41     |                                             |
| 2022 | Mondiali in vasca corta | Melbourne | 4x100 m misti       | Oro       | 3'44"45     | Record mondiale                             |
| 2022 | Mondiali in vasca corta | Melbourne | 4x50 m misti mista  | Oro       | 1'35"15     | Record mondiale                             |
| 2023 | Mondiali                | Fukuoka   | 100 m farfalla      | Bronzo    | 56"61       |                                             |
| 2023 | Mondiali                | Fukuoka   | 4x100 m sl          | Argento   | 3'31"93     |                                             |
| 2023 | Mondiali                | Fukuoka   | 4x100 m misti       | Oro       | 3'40"19     |                                             |
| 2023 | Mondiali                | Fukuoka   | 4x100 m misti mista | Bronzo    | 3'52"08     |                                             |
| 2024 | Giochi olimpici         | Parigi    | 100m sl             | Argento   | 52"29       |                                             |
| 2024 | Giochi olimpici         | Parigi    | 100m farfalla       | Oro       | 55"59       |                                             |
| 2024 | Giochi olimpici         | Parigi    | 4x100m sl           | Argento   | 3'30"20     | Record panamericano                         |
| 2024 | Giochi olimpici         | Parigi    | 4x100m misti        | Oro       | 3'49"63     | Record mondiale                             |
| 2024 | Giochi olimpici         | Parigi    | 4x100m misti mista  | Oro       | 3'37"43     | Record mondiale                             |
| 2025 | Mondiali                | Singapore | 100m sl             | Bronzo    | 52"89       |                                             |
| 2025 | Mondiali                | Singapore | 4x100m sl           | Argento   | 3'31"04     |                                             |
| 2025 | Mondiali                | Singapore | 4x100m misti        | Oro       | 3'49"34     | Record mondiale                             |
| 2025 | Mondiali                | Singapore | 4x100m sl mista     | Oro       | 3'18"48     | Record mondiale                             |